# Nathalie Álvarez Mesén
Nathalie Álvarez Mesén (Estocolmo, 1988) es una directora de cine y guionista costarricense-sueca. Es especialmente conocida por la película Clara Sola (2021) su primer largometraje de ficción seleccionada como candidata de Costa Rica para concurrir al Óscar a la mejor película internacional en los 94.os Premios de la Academia de 2022.

## Biografía
Nació en Estocolmo en 1988. Su padre es de Uruguay y su madre de Costa Rica. Fue a estudiar a Rusia y luego se trasladó a Suecia, dónde conoció al padre de Nathalie y donde la  cineasta nació. Cuando tenía siete años, la familia se mudó a Costa Rica donde Nathalie pasó su infancia y adolescencia y donde comenzó sus estudios de teatro en el Teatro Giratablas.   Posteriormente regresó a Suecia para estudiar, primero sueco, un idioma que ya había olvidado, luego cine y mímica.  Adquirió un grado de BFA en actuación física en la Stockholm Academy of Dramatic Arts y un grado en Guion en Alma Manusförfattare. Posteriormente estudió un grado de MFA en Guion en la Universidad de Columbia en Nueva York.
Fue coguionista de Entre tú y Milagros, un corto ganador del premio Orizzonti al mejor corto.
Su primer largometraje es Clara Sola (2021)una película que empezó a gestarse en 2015 mientras cursaba el posgrado en Cinematografía por la Universidad de Columbia en Nueva York. Ninguno de los actores es profesional salvo Wendy Chinchilla que es bailarina y era la única que tenía experiencia sobre el escenario. La película fue estrenada en Cannes Quincena de Realizadores, una sección independiente del Festival de Cannes creada en 1969 y dirigida a producciones de autor y en octubre de 2021 fue presentada en la 66.ª edición del Festival Internacional de Cine de Valladolid Seminci y en el Festival Cine por Mujeres.
El próximo trabajo que prepara es The Wolf Will Tear Your Immaculate Hands. Es un drama gótico-tropical, ambientado en la América Latina colonial.

## Filmografía
- Not Blue (2011), directora, guionista y editora
- Filip (2015) corto, directora, Costa Rica, Suecia
- Asunder (2015) corto, directora, guionista y editora
- Letting Go (2016) corto, directora, guion, edición
- Molt (2018) corto, directora, Costa Rica, Estados Unidos, Francia y Suecia
- Shelter (2018) corto, directora,
- Entre tú y Milagros, coguionista,
- Clara Sola (2021) largometraje, directora y coguionista

## Premios y reconocimientos
- Filip (2016), ganó el premio a la mejor película de menos de 15 minutos en el Palm Springs Shortfest de 2016, y ha sido proyectado en festivales como Oberhausen, LA Film Festival, Outfest, Hamptons y Nueva Orleans.
- Asunder se proyectó en el Festival de Cine de Telluride 2016 y ganó el premio del Jurado en el Festival Internacional de Cine de Shnit en Playgrounds San José.